# كعكة عيد الغطاس

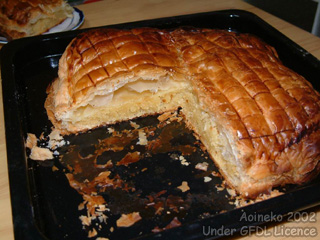
كعكة تعد في شمال فرنسا

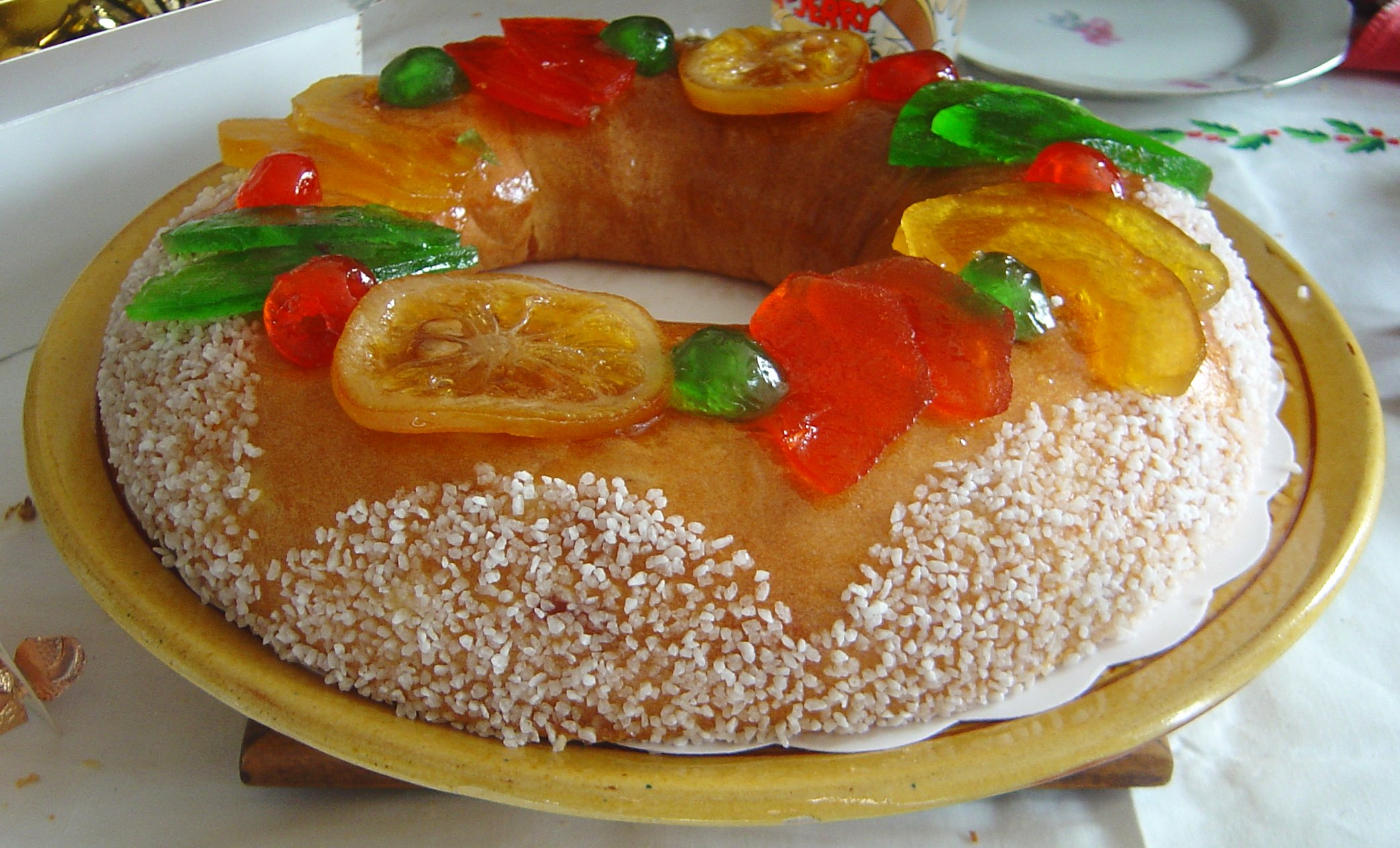
كعكة تعد في جنوب فرنسا

كعكة عيد الغطاس أو كعكة الملك  أو غاليت دي روا (بالإسبانية: Rosca de reyes) هي حلوى ملوك إسبانيا وأمريكا اللاتينية، وتؤكل عادة في الاحتفال بعيد الظهور الإلهي. وعلي الرغم من أن اسمها يشير إلى انها دائرية، إلا أنه في الغالب ما تكون بيضاوية الشكل بسبب الحاجة إلى جعلها أكبر حجما في الحفلات الكبيرة. ولها وصفات مختلفة باختلاف الأماكن والبلدان، فالبعض يضع عليها فواكة مثل التين أو الكرز، ويبدعون في تزينها بأشكال الحلويات المختلفة. يتم تناولها عادة في 6 يناير خلال الاحتفال بعيد (بالإسبانيَّة: Dia De Reyes) أو ما يعرف بيوم الملوك، الذي يحي ذكري وصول الملوك المجوس الثلاثة ويعتبر هذا اليوم في معظم إسبانيا وأمريكا اللاتينية، وأحيانا المجتمعات الإسبانية بالولايات المتحدة هو اليوم الذي يأخد فيه الأطفال هداياهم، ويأخذونها من الملوك المجوس الثلاثة وليس سانتا كلوز أو بابا نويل.